# Zeche Glück & Segen
Die Zeche Glück & Segen im Bochumer Stadtteil Querenburg ist ein ehemaliges Steinkohlenbergwerk. Die Zeche war auch unter den Namen Zeche Glück & Seegen, Zeche Glück & Segener Erbstollen oder Zeche Glück & Seegener Erbstollen bekannt und war bereits im Jahr 1769 in Betrieb.

## Bergwerksgeschichte
Bereits vor dem Jahr 1796 wurde in einem Schacht gefördert. Der Schacht befand sich im Bereich der heutigen Schattbachstraße und der Lennershofstraße. Im Jahr 1799 kam es zur Konsolidation mit den Längenfeldern Geitling, Bergratte, Friedrich Wilhelm, Laute und Harfe. Das Längenfeld Harfe fiel später wieder ins Bergfreie. Außerdem wurde in 1799 eine Mutung für den Vereinigten Glück & Segener Erbstollen eingelegt. Am 5. Oktober des Jahres 1805 wurde ein Längenfeld und die Erbstollengerechtigkeit für den Stollen verliehen. Aus diesem Grund wurde der Stollen auch Glück & Segener Erbstollen genannt. In den Jahren 1839 und 1846 war das Bergwerk nachweislich in Betrieb. Am 9. September des Jahres 1848 wurden die Geviertfelder Eleonore, Helene und Emilie verliehen, außerdem wurde das Erbstollenrecht erneuert. Die Geviertfelder hatten jeweils eine Größe von unter einem Quadratkilometer.
Im Jahr 1855 war die Zeche außer Betrieb. Im Jahr 1857 wurde das Erbstollenrecht aufgehoben, Grund hierfür war das der Erbstollen nicht angesetzt worden war. In den Jahren 1863 und 1865 war die Zeche wieder in Betrieb. Im Jahr 1866 war die Zeche erneut außer Betrieb. Im Jahr 1886 wurde das Grubenfeld durch die Zeche Mansfeld übernommen. Im Jahr 1898 wurde die Berechtsame endgültig durch die Zeche Mansfeld übernommen.